# Gabriele Angella
Gabriele Angella (Florencia, Italia; 28 de abril de 1989) es un futbolista italiano que juega de defensa en el A. C. Perugia Calcio de la Serie B.

## Trayectoria
Angella comenzó su carrera en Empoli en 2006 y fue promovido al primer equipo en 2008, jugó su primer partido de la Serie B el 13 de septiembre de 2008, un empate 0-0 con AlbinoLeffe.
El 31 de agosto de 2010, Udinese lo contrató junto con Diego Fabbrini por un contrato de copropiedad por € 3 millones. Como parte del acuerdo, Ricardo Chará y Flavio Lazzari se unieron a Empoli, también en copropiedad por una pequeña tarifa. Fue cedido a Siena para la temporada 2011-2012 y se trasladó a Reggina a fines de enero de 2012. En junio de 2013, Angella y Daniele Mori fueron contratados por 350 000 euros cada uno.
En julio de 2013, Angella se unió al Watford permanentemente por un contrato de cinco años con el Udinese, haciendo su debut contra el Birmingham City el 3 de agosto de 2013. Después de abrir la cuenta contra Bristol Rovers el 6 de agosto de 2013, Angella anotó dos veces con Watford 6 - 1 victoria sobre Bournemouth el 10 de agosto de 2013. El 30 de enero de 2014, Angella anotó un doblete en la derrota por 4-2 ante Nottingham Forest.
El 1 de septiembre de 2015, se unió a Queens Park Rangers en préstamo de temporada del Watford. Marcó su primer gol para el QPR en la victoria por 2-0 sobre el Derby County el 8 de marzo de 2016.  
El 1 de julio de 2016, Angella dejó Watford para reunirse con el Udinese por un contrato de cuatro años.

## Clubes
| Club                                 | País       | Año       |
| ------------------------------------ | ---------- | --------- |
| Empoli F. C.                         | Italia     | 2008-2010 |
| Udinese Calcio                       | Italia     | 2010-2013 |
| → A. C. Siena (cedido)               | Italia     | 2011-2012 |
| → Reggina (cedido)                   | Italia     | 2012      |
| Watford F. C.                        | Inglaterra | 2013-2016 |
| → Queens Park Rangers F. C. (cedido) | Inglaterra | 2015-2016 |
| Udinese Calcio                       | Italia     | 2016-2019 |
| → Charleroi S. C. (cedido)           | Bélgica    | 2018-2019 |
| A. C. Perugia Calcio                 | Italia     | 2019-     |